# Praděd (hotel)
Praděd – całoroczny hotel górski wraz ze schroniskiem turystycznym w paśmie górskim Wysokiego Jesionika (cz. Hrubý Jeseník), w północno-wschodnich Czechach, w Sudetach Wschodnich, w obrębie gminy Malá Morávka, położony na wieży telewizyjnej, na szczycie góry Pradziad (cz. Praděd), na wysokości 1490 m n.p.m., będący najwyżej położonym czeskim hotelem z restauracją.

## Historia hotelu
Historia hotelu Praděd łączy się ściśle z zainteresowaniami ludzi terenami górskimi, a co za tym idzie późniejszym rozwojem ruchu turystycznego, coraz dłuższymi pobytami turystów w górach, oraz możliwościami ich ulokowania, czyli budową schronisk turystycznych, hoteli górskich i pensjonatów. Początkowo teren, na którym położony jest hotel służył pasterzom do wypasu owiec. Z zapisków historycznych można się dowiedzieć, że z biegiem lat w miejscu dzisiejszego hotelu Praděd na początku XIX wieku zbudowano szałas pasterski, służący jako schronienie podczas złej pogody wspomnianym wcześniej pasterzom. Następnie wraz z napływem turystów wybudowano prostą niewielką chatę, która po pewnym czasie zaczęła być za mała do obsłużenia coraz większej liczby turystów.
Powołana 26 kwietnia 1881 roku w Jesioniku (cz. Jeseník) organizacja turystyczna Morawsko-Śląskie Sudeckie Towarzystwo Górskie (niem. Mährisch-Schlesischer Sudetengebirgsverein (MSSGV)) od samego początku jej powołania zaczęła interesować się terenami najwyższych gór Wysokiego Jesionika w tym również Pradziada. W planach tej organizacji były budowy schronisk oraz wież widokowych usytuowanych na szczytach gór. Organizacja ta 5 czerwca 1903 roku, zainicjowała powstanie komisji budowlanej, w celu uzyskania pozwolenia na budowę wieży widokowej na Pradziadzie. Pod koniec czerwca 1904 roku ostatecznie przystąpiono do budowy wieży widokowej o nazwie Altvaterturm (do 1921 roku była nazywana (niem. Habsburgwarte), a po przyłączeniu Kraju Sudetów do III Rzeszy (niem. Adolf Hitler Turm)) według projektu wiedeńskiego architekta Franza von Neumanna, którą ukończono 10 maja 1912 roku. Była to neogotycka, kamienna budowla w stylu średniowiecznego zamku o wymiarach w rzucie poziomym (14,5 × 15) m oraz wysokości 32,5 m, z umieszczoną w przyziemiu restauracją (później również izbą pamiątkową) oraz 23 pokojami na siedmiu piętrach. Na szczycie wieży umieszczono platformę widokową. Z uwagi na wilgotność powietrza, zły dobór materiałów budowlanych, wieży nie udało się dostosować do potrzeb noclegowych. Z czasem stan wieży ulegał coraz większemu pogorszeniu, w wyniku czego w 1957 roku wieżę zamknięto, po czym 2 maja 1959 roku wieża zawaliła się. Wtedy też zaczęto rozważać budowę bardziej okazałej budowli, mając na uwadze coraz większy ruch turystyczny w okolicy Pradziada.
24 czerwca 1965 roku uzyskano pozwolenie na budowę nowej żelbetowej, wieży (cz. Televizní frekvenčně modulovaný a ultrakrátkovlnný vysílač Praděd), którą zaprojektował inż. arch. Jan Liška z brneńskiego Strojprojektu. Budowę rozpoczęto w 1968 roku od zbudowania asfaltowej drogi dojazdowej na szczyt, a następnie w 1969 roku położono fundamenty. Budowę ukończono w 1980 roku oddaniem jej do użytku. Wieża ma kształt wysmukłej rakiety kosmicznej o wysokości 145,5 m (początkowo przed wymianą anten mierzyła 162 m), z podstawą w kształcie przyziemnego „trójnogu”, w którym zaprojektowano: hotel z restauracją, węzeł energetyczny i węzeł telekomunikacyjny. Na 19 i 70 metrze wieży umieszczono punkty widokowe, w formie oszklonego tarasu z dalekimi perspektywami (przy dobrej widoczności, można zobaczyć m.in. szczyty polskich Tatr). W 2000 roku hotel z restauracją poddany został częściowej rekonstrukcji i modernizacji.

## Charakterystyka
Hotel górski Praděd to obiekt (***), położony w najatrakcyjniejszej lokalizacji pasma górskiego Wysokiego Jesionika, w samym „sercu” najwyższej góry jakim jest wieńcząca szczyt wieża. Hotel wraz z towarzyszącym mu schroniskiem turystycznym zlokalizowany jest na północno-wschodnim skrzydle przyziemia „trójnogu” wieży (wjeżdżając drogą na szczyt widoczny po prawej stronie wieży). Skrzydło „trójnogu” ma kształt przyłączonego do trzonu wieży prostopadłościanu oraz przybliżone wymiary poziome (18 × 25) m, przykryte jednospadowym, płaskim dachem. Na ścianie południowo-wschodniej, widocznej z drogi dojazdowej usytuowano wejście główne do hotelu, a zarazem do restauracji, położonej w części parterowej. Nad nią, na pierwszym piętrze znajdują się pokoje hotelowe. Przed wejściem umieszczono taras ze stołami i ławami dla turystów chcących konsumować (w miesiącach letnich) na wolnym powietrzu. Można dodać, że hotel jest członkiem i posiada certyfikat Morawsko-Śląskiej Organizacji Ruchu Turystycznego oraz jest jednym z czterech hoteli zlokalizowanych w okolicy góry Pradziad. Właścicielem hotelu oraz restauracji jest spółka Hotel Praděd vysílač s.r.o. z Ołomuńca.
Do hotelu prowadzi jedyna asfaltowa droga dojazdowa tzw. Ovčárenská silnice o długości 9,1 km z przełęczy Hvězda. Z uwagi na małą szerokość drogi, ruch na odcinku przełęcz Hvězda – Ovčárna odbywa się wahadłowo kierowany sygnalizacją świetlną i podnoszonym szlabanem. Przy hotelu zlokalizowano mały parking dla trzech samochodów, dostępny tylko dla gości hotelowych, wydawanymi w sezonie letnim przez zarządzającego Tomáša Hrazdila specjalnymi kartami postojowymi, z odnośnymi informacjami podanymi w regulaminie parkowania. W okresie ośnieżenia (sezon zimowy) dojazd możliwy tylko do parkingu w Ovčárni (z uwagi na trudne warunki atmosferyczne), a następnie pieszo lub skuterem śnieżnym, udostępnionym przez zarządzającego. Z racji atrakcyjności położenia hotelu i ograniczonej liczby miejsc, obowiązuje system rezerwacji. W hotelu istnieje możliwość wypożyczenia (za dodatkową opłatą) sprzętu sportowego i turystycznego. Hotel może obsłużyć pobyty zbiorowe, wycieczki szkolne, zjazdy, seminaria, wesela oraz pobyty świąteczne i sylwestrowe. Hotel nie dopuszcza turystów ze zwierzętami domowymi oraz akceptuje posiadane karty płatnicze. Dzieciom do lat 4 oferuje się pobyt bezpłatny.
W hotelu nie ma stacji Pogotowia Górskiego (najbliższa znajduje się w Ovčárni, przy drodze Ovčárenská silnice). Hotel znajduje się na obszarze narodowego rezerwatu przyrody Praděd, powstałego w 1991 roku o powierzchni około 2031 ha, będącego częścią wydzielonego obszaru objętego ochroną o nazwie Obszar Chronionego Krajobrazu Jesioniki (cz. Chráněná krajinná oblast (CHKO) Jeseníky), jest zatem punktem wypadowym dla miłośników przyrody i górskiej turystyki pieszej.

## Wyposażenie
- 64 miejsca noclegowe (28 miejsc w hotelu oraz 36 miejsc w schronisku turystycznym) w 13 pokojach (8 pokojach w hotelu oraz 5 pokojach w schronisku): 2-, 3- i 4-osobowych w hotelu (w pokoju: telewizor z dostępem do programów satelitarnych i łazienka) oraz 4- i 8-osobowych w schronisku (w pokoju umywalka; toaleta wspólna na korytarzu)[21]
- restauracja na 90 miejsc (otwarta w godzinach 9:00–20:00 (w niedzielę do 19:00, w piątek i sobotę do 22:00); w okresie od 1 listopada do 15 grudnia dostępna dla osób postronnych tylko od piątku do niedzieli)[7]
- wypożyczalnia rowerów i nart[22], tenis stołowy
- szkółka narciarska

## Turystyka
Zainteresowani pobytem w hotelu powinni się kierować drogami w kierunku:
- Jesionik – Karlova Studánka – przełęcz Hvězda lub
- Głubczyce – Bruntál – Karlova Studánka – przełęcz Hvězda

Droga Ovčárenská silnice z przełęczy Hvězda to jedyne połączenie drogowe z hotelem. Możliwość parkingu w trzech miejscach: przed hotelem, w Ovčárni i na przełęczy Hvězda. Połączenie autobusowe na trasie Hvězda – Ovčárna.
Kluczowym punktem turystycznym jest skrzyżowanie turystyczne położone w odległości około 635 m na zachód od hotelu, o nazwie (cz. Praděd (rozc.)) z podaną na tablicy informacyjnej wysokością 1420 m, przy którym postawiono niewielką ławę, od którego rozchodzą się szlaki turystyczne, szlak rowerowy, ścieżka dydaktyczna i trasa narciarstwa biegowego.

### Szlaki turystyczne
Bezpośrednio do hotelu prowadzi tylko jeden szlak turystyczny:
 Kouty nad Desnou – dolina rzeki Divoká Desná – U Kamenné chaty – narodowy rezerwat przyrody Praděd – Velký Děd – szczyt Pradziad
Klub Czeskich Turystów (cz. Klub Českých Turistů) wytyczył blisko hotelu cztery szlaki turystyczne na trasach:
 Červenohorské sedlo – góra Velký Klínovec – przełęcz Hřebenová – szczyt Výrovka – przełęcz Sedlo pod Malým Jezerníkem – szczyt Malý Jezerník – góra Velký Jezerník – przełęcz Sedlo Velký Jezerník – schronisko Švýcárna – góra Pradziad – przełęcz U Barborky – góra Petrovy kameny – Ovčárna – przełęcz Sedlo u Petrových kamenů – góra Vysoká hole – szczyt Vysoká hole–JZ – szczyt Kamzičník – góra Velký Máj – przełęcz Sedlo nad Malým kotlem – góra Jelení hřbet – Jelení studánka – przełęcz Sedlo pod Jelení studánkou – góra Jelenka – góra Ostružná – Rýmařov
 Karlova Studánka – dolina potoku Biała Opawa – góra Ostrý vrch – schronisko Barborka – przełęcz U Barborky – góra Petrovy kameny – Ovčárna – góra Vysoká hole – Velká kotlina – Malá Morávka
 Kouty nad Desnou – góra Hřbety – góra Nad Petrovkou – Kamzík – góra Velký Jezerník – przełęcz Sedlo Velký Jezerník – schronisko Švýcárna – góra Pradziad – góra Petrovy kameny – Ovčárna – Karlova Studánka
 Karlova Studánka – dolina potoku Biała Opawa – góra Ostrý vrch – wodospady Białej Opawy – góra Petrovy kameny – Ovčárna – góra Vysoká hole – góra Temná – góra Kopřivná – Karlov pod Pradědem – Malá Morávka

### Ścieżki dydaktyczne
Ponadto w celu ochrony unikalnego ekosystemu Obszaru Chronionego Krajobrazu Jesioniki wyznaczono blisko hotelu ścieżkę dydaktyczną o nazwie (cz. NS Se skřítkem okolím Pradědu), o długości około 3,7 km na trasie:
 góra Malý Děd – schronisko Švýcárna – szczyt Pradziad – góra Petrovy kameny (z 8 stanowiskami obserwacyjnymi)

### Szlaki rowerowe
Blisko hotelu przebiega również jedyny szlak rowerowy na trasie:
 Červenohorské sedlo – góra Velký Klínovec – góra Výrovka – Kamzík – góra Velký Jezerník – przełęcz Sedlo Velký Jezerník – schronisko Švýcárna – góra Pradziad – przełęcz U Barborky – góra Petrovy kameny – Ovčárna – przełęcz Hvězda
Góra Pradziad to miejsce licznie odwiedzane przez turystów i rowerzystów oraz miłośników m.in. zjazdu na hulajnodze, z której można skorzystać ze zlokalizowanej przy hotelu specjalnej wypożyczalni.
 podjazd z przełęczy Hvězda: (długość: 9,1 km, różnica wysokości: 632 m, średnie nachylenie podjazdu: 6,9%)

### Trasy narciarskie
W okresie ośnieżenia w okolicy hotelu istnieje możliwość korzystania z tras narciarskich zarówno zjazdowych, jak i biegowych. Blisko hotelu znajdują się trasy ośrodka narciarskiego o nazwie (cz. Sport centrum Figura Praděd – Ovčárna).
Na stokach pobliskich gór zlokalizowano następujące trasy narciarstwa zjazdowego:
| Trasy narciarstwa zjazdowego z wyciągami ośrodka narciarskiego Sport centrum Figura Praděd - Ovčárna |                    |                 |                     |                |                   |                |
| Lp.                                                                                                  | Trasa i oznaczenie | Długość trasy m | Różnica wysokości m | Rodzaj wyciągu | Długość wyciągu m | Stok góry      |
| 1 | 1                  | 760             | 143                 | orczykowy      | 540               | Vysoká hole    |
| 2 | 2                  | 610             | 143                 | orczykowy      | 540               | Vysoká hole    |
| 3 | 3                  | 600             | 125                 | orczykowy      | 590               | Vysoká hole    |
| 4 | 4                  | 600             | 125                 | orczykowy      | 590               | Vysoká hole    |
| 5 | 5                  | 280             | 85                  | orczykowy      | 260               | Petrovy kameny |
| 6 | 6                  | 780             | 173                 | orczykowy      | 650               | Petrovy kameny |
| 7 | Malý Václavák 8    | 150             | 26                  | orczykowy      | 130               | Petrovy kameny |
| 8 | Velký Václavák 7   | 500             | 95                  | orczykowy      | 470               | Pradziad       |

W pobliżu hotelu wytyczono również narciarską trasę biegową o nazwie tzw. Jesenická magistrála.